# اتوبوس گردشگری پنانگ (هاپ- آن هاپ -آف)
اتوبوس گردشگری پنانگ (به انگلیسی: Penang Hop-On Hop-Off) یک اتوبوس شهری در شهر جرج تاون ایالت پنانگ، مالزی است. در سال ۲۰۱۴ توسط شرکت الانگ واه (Elang wah Sdn Bhd) راه اندازی شد، این خطوط از اتوبوس دوطبقه روباز بهره می‌برد که در دو مسیر مشغول به کار هستند. این اتوبوس‌ها در اصل برای خدمت رسانی به گردشگران تدارک دیده شده‌است، هرچند در ابتداء راه اندازی، مسافران محلی هم از آن استفاده می‌کردند.

## مسیرهای خدمت رسانی
اتوبوسرانی گردشگری پنانگ دو مسیر دایره ای وار را درون شهر جرج تاون پنانگ –تحت نام مسیر شهری و مسیر ساحلی– پوشش می‌دهد، که این دو مسیر اتوبوسرانی در گرنی درایو به هم می‌پیوندند، و به مسافران اجازه می‌دهد تا با جابجایی بین دو مسیر بتوانند از هر دو خطوط بهره ببرند.
| خط    | مسیر |
| ----- | --- |
| شهری  | جرج تاون (گرنی درایو - باغ گیاه‌شناسی پنانگ) - ایر ایتام (پنانگ هیل - کک لوک سی) - جرج تاون (اِم مال - کومتار - چوراستا مارکت - ولد کی - اسکله سوتتنام - کلیسای سنت جورج - عمارت چئونگ فات زی) - پولائو تیکوس (معبد چایامانکالارام) - جرج تاون (گرنی درایو) |
| ساحلی | جرج تاون (گرنی درایو) - تانجونگ توکونگ (استریتس کی) - تانجونگ بونگا - باتو فرینگی (هتل هارد راک) - تلوک باهانگ (باغ ادویه جات استوایی - پارک ملی پنانگ - باغ پروانه انتوپیا - اکو پارک جنگلی تلوک باهانگ) - جرج تاون (گرنی درایو)                         |